# Бриџвотер (Пенсилванија)
Бриџвотер (енгл. Bridgewater) град је у америчкој савезној држави Пенсилванија.

## Демографија
По попису из 2010. године број становника је 704, што је 35 (-4,7%) становника мање него 2000. године.
| Група             | 2000.       | 2010.       |
| Белци             | 657 (88,9%) | 648 (92,0%) |
| Афроамериканци    | 65 (8,8%)   | 37 (5,3%)   |
| Азијати           | 3 (0,4%)    | 3 (0,4%)    |
| Хиспаноамериканци | 4 (0,5%)    | 7 (1,0%)    |
| Укупно            | 739         | 704         |